# Mr. Gimmick!
Mr. Gimmick!, japansk originaltitel: Gimmick! (ギミック! Gimikku!?), är ett plattformsspel från 1992, skapad till Nintendo Entertainment System (NES) av Sunsoft.
Spelet återutgavs i Japan på Sony Playstation 2002, tillsammans med Battle Formula (utanför Japan känd som Super Spy Hunter) i två-i-ett-spelet Memorial Series SunSoft Vol.6.

## Handling
Den unga flickan Mary får en stoppad docka i födelsedagspresent av sin pappa. Vad ingen av dem vet är att dockan är ett magiskt föremål, en så kallad "gimmick". Dockan, som kallas för Mr. Gimmick (i den japanska versionen: Yumetarō (ゆめたろー?)) blir Marys favoritleksak, vilket får de andra leksakerna att bli avundsjuka. Samma natt vaknar de till liv. De kidnappar Mary till en annan värld. Mr. Gimmick följer efter och måste nu hitta Mary och rädda henne från den mystiska leksaksvärlden.

## Spelets uppbyggnad och gång
Mr. Gimmick! är ett plattformsspel med sex nivåer, som alla består av flera relativt korta och sömlöst sammansydda banor, samt en slutnivå. Alla nivåer avslutas med en boss.
Spelaren styr Mr. Gimmick, vars vapen är så kallade skjutstjärnor som kastas iväg. En skjutstjärna får fart beroende på hur snabbt Mr. Gimmick rör sig, och från vilken höjd den kastas. Den studsar mot mark och väggar tills den tappar kraft, stannar och försvinner. Det kan bara finnas en skjutstjärna på skärmen samtidigt. Skjutstjärnorna är inte bara vapen. Mr. Gimmick kan även hoppa upp och ställa sig på dem för att nå längre och högre än vad som är möjligt genom att bara hoppa. För att kunna klara av hela spelet måste spelaren behärska denna metod.
I stället för skjutstjärnor kan Mr. Gimmick använda ett av upp till tre föremål som kan plockas upp på vägens gång. De föremål som kan tas upp är en rosa dryck som återställer all energi, en orange dryck som ger extra livskraft, en bomb som är kraftfullare än stjärnan men inte studsar lika mycket, samt ett eldklot som rör sig rakt framåt med stor kraft. Till skillnad från skjutstjärnorna förbrukas dessa föremål vid användning.
På nivåerna träffar spelaren på fiender och olika hjälpsamma figurer. De flesta fiender är ett slags svarta bollar. Dessa återkommer på alla nivåer, ibland med olika utrustning. Det finns flera figurer som är mer eller mindre harmlösa, som grodor. De anfaller inte nödvändigtvis, även om de kan skada Mr. Gimmick. Några av dessa figurer kan fås att utföra tjänster, till exempel ett sjöodjur som hjälper Mr. Gimmick över en sjö.
För att nå den sjunde och avslutande nivån krävs att spelaren på varje tidigare nivå hittar en gömd magisk sak, samt att spelaren aldrig har förlorat alla sina liv och blivit tvungen att använda en continue. Om dessa krav inte är uppfyllda slutar spelet med att Mr. Gimmick åker tillbaka utan Mary. Först när nivå sju har nåtts och den sista bossen har besegrats visas slutet där Mr. Gimmick och Mary återvänder hem tillsammans.

## Historia
Gimmick! gavs ut av Sunsoft 1992 i Japan. Spelet översattes till engelska och planerades att ges ut i resten av världen med titeln Mr. Gimmick!. Det utannonserades i julinumret 1992 av den amerikanska tidskriften Electronic Gaming Monthly med en notis om att spelets titel var preliminär. Utgivningsdatumet var satt till andra halvan av 1992, men av någon anledning gavs spelet aldrig ut i vare sig Nordamerika eller resten av världen. Endast den skandinaviska distributören Bergsala sålde Mr. Gimmick! i en liten upplaga, men eftersom Nintendos nya konsol Super NES redan var ute på marknaden vid det laget så var intresset för NES-spel inte så stort, och spelet sålde inte särskilt bra.
I dag är den skandinaviska utgåvan av spelet ett av de mest sällsynta NES-spelen och är väldigt eftertraktat hos samlare. På Spelsamlarbloggen listas det högsta kända slutpriset på auktion i Sverige som 11 000 svenska kronor, och i USA uppskattas en begagnad kopia säljas för uppemot 750 amerikanska dollar.

## Mottagande
Svenska Nintendomagasinets bilaga "Power Player" gav spelet betyget 6 av 10. Spelet sålde dåligt, både i Japan och i Skandinavien.
Spelet har gott rykte i retrospelskretsar. På bloggen Retro & Contemporary Gaming Archives listas spelet som det bästa någonsin till NES. Bloggen beskriver det som ett estetiskt tilltalande och tekniskt avancerat spel, och noterar att spelet använder en fysikmotor för att kontrollera spelaren och skjutstjärnorna.